# Joseph Graetz
Joseph Graetz   (Vohburg an der Donau, 2 de desembre de 1760 - Múnic, 17 de juliol de 1826) fou un compositor, organista i pedagog alemany.
Graetz va estudiar dret a Ingolstadt i al mateix temps va treballar com a organista en una de les esglésies parroquials. Després de treballar un any al tribunal regional de Vohburg, va renunciar a ser advocat i a partir de llavors es va dedicar exclusivament a la música. A Salzburg va estudiar contrapunt i composició amb Michael Haydn. A continuació, va realitzar una visita d'estudi d'un any amb Ferdinando Bertoni a Venècia. Des del 1788 va viure a Múnic, on va romandre com un valuós professor de música fins a la seva mort. Se li va atorgar el títol honorífic de mestre de piano de la cort, tot i que aparentment mai no va aparèixer públicament com a pianista.
Cap al 1790 va escriure l'opereta El fantasma amb el tambor i l'òpera Adelheid von Veltheim.
Va ser professor, entre d'altres de Peter Joseph von Lindpaintner i Caspar Ett.